# Кировский медицинский колледж

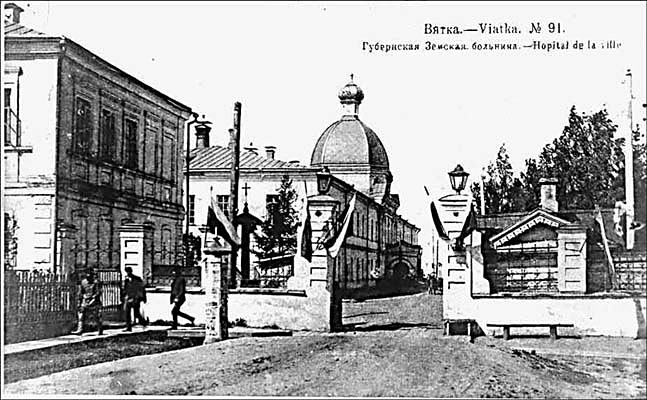
Вятская губернская земская больница в 1872 году

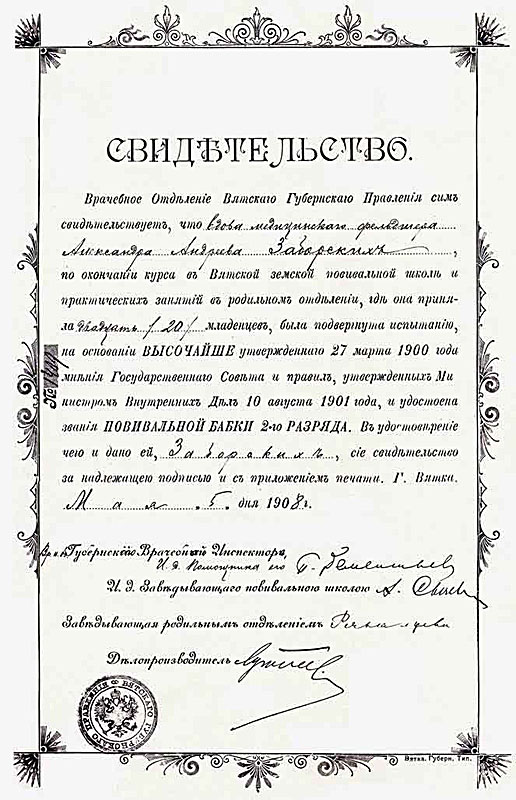
Свидетельство о получении звания повитухи, 1908 год

КОГПОБУ «Кировский медицинский колледж» (КМК) — медицинское учебное заведение среднего специального образования в городе Кирове.

## История
В 1867 году постановлением Земской управы Вятской губернии при родильном отделении Губернской земской больницы были организованы курсы подготовки повитух повивальному искусству.
С 1870 года при больнице открываются фельдшерские курсы и школа повитух. В 1877 году на базе фельдшерских курсов была создана женская фельдшерская школа. В 1890-х годах при содействии земства была открыта мужская фельдшерская школа и школа ветеринарных фельдшеров. С 1898 года мужские и женские курсы были переименованы в школы и переведены на 4-летний режим обучения. Первым директором курсов (с 1873 по 1908 год) был главврач Губернской больницы Свистунов-Свисловский Василий Григорьевич. На курсах в 1890—1892 годах обучалась Анна Степановна Гриневская, мать будущего писателя Александра Грина. Она получила квалификацию повитухи и оспопрививательницы.
Во время Первой мировой войны учащиеся выпускных курсов работали в лазаретах Вятки, Котельнича, Глазова. Под лазарет было отдано помещение фельдшерской школы. В 1917 году три медицинские школы, существовавшие в Вятку в ту пору, (Мужская фельдшерская, Женская фельдшерско-акушерская и Повивальная) были объединены в одну Вятскую фельдшерскую школу, хотя и до этого они имели общее руководство и педагогический состав.
Вятская фельдшерская школа готовила фельдшеров и акушерок. В 1926 году было открыто отделение Медсестёр по уходу, в 1929 — медсестер по охране материнства и детства, в 1932 — помощника санитарного врача, в 1936 — фармацевтическое, в 1937 — зубоврачебное, 1939 — зуботехническое. С октября 1937 года вводится классное руководство. К 1941 году количество учащихся школы достигло 840 человек.
В годы Великой Отечественной войны учащиеся и выпускники школы работали в многочисленных госпиталях, открытых в Кирове как тыловом городе. В школе организовывались сборы средств на строительство вооружения для фронта и подарков военным. Кировская фельдшерско-акушерская школа была переименована в Кировское медицинское училище.
В 1956 году в училище открывается заочное отделение, в 1959 — вечернее. В 1962 году для учащихся было построено общежитие на 360 мест. Совершенствуется методическая база, открыты санитарно-гигиенический кабинет и кабинет доклинической практики, учебная аптека, микробиологическая лаборатория.
В 1994 году учреждение получило статус колледжа, и было переименовано в Кировский базовый медицинский колледж. В декабре 2008 года распоряжением правительства Кировской области № 527 от 17.12.2008 «О реорганизации государственных образовательных учреждений среднего профессионального образования, подведомственных департаменту здравоохранения Кировской области» 6 медицинских училищ Кировской области были реорганизованы и присоединены к колледжу. Учреждение переименовано в Кировский медицинский колледж.

## Отделения
- Лечебное дело (квалификация — фельдшер)
- Сестринское дело (квалификация — медицинская сестра)
- Акушерское дело (квалификация — акушерка)
- Стоматология профилактическая — гигиенист стоматологический
- Зубоврачебное дело (квалификация — зубной врач) (приём закрыт в 2009 году)
- Зуботехническое отделение (квалификация — зубной техник)
- Лабораторная диагностика (квалификация — медицинский лабораторный техник)
- Фармация (квалификация — фармацевт)

## Филиалы
В состав колледжа входят филиалы (бывших медицинских училищ) в городах Котельнич, Уржум, Советск.